# Rotuloplocamia octoradiata
Rotuloplocamia octoradiata är en svampdjursart som beskrevs av Claude Lévi 1952. Rotuloplocamia octoradiata ingår i släktet Rotuloplocamia och familjen Iotrochotidae.
Artens utbredningsområde är havet utanför Senegal. Inga underarter finns listade i Catalogue of Life.